# Річка Нака (Сайтама)
Рі́чка На́ка або Накаґа́ва (яп. 中川, なかがわ, МФА: [nakagawa]) — річка в Східній Японії, на території Кантоської рівнини. Протікає на сході префектур Сайтама й Токіо, і впадає у Токійську затоку. Довжина — 83,7 км. Площа басейну — 286,2 км². В районі міста Ханю визначено поділ течії на нижню і верхню.